# Gerard Leigh
Gerard Leigh (? – 1563) 16. századi angol heraldikus. A neve főleg Legh alakban fordul elő.
Gyermekkorát Enfieldben töltötte. Műveltségét olyan birtokosoknak köszönheti, mint a durantsi Robert Wroth.

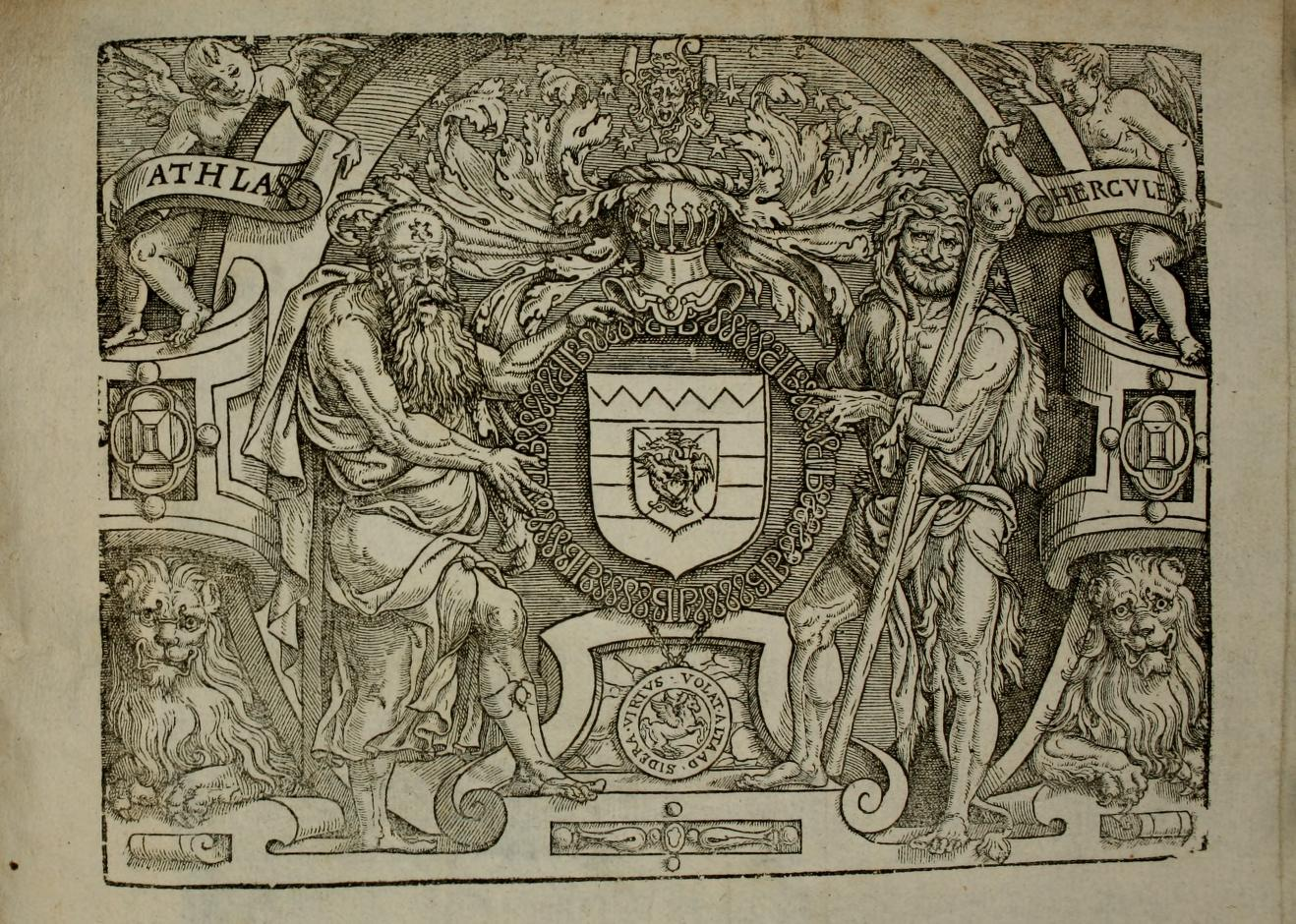
Párducos herold Gerard Legh könyvéből

The Accedens of Armory (London, 1562) című műve a 16. század leghíresebb és legnépszerűbb angol heraldikai műve volt. Forrásként szolgált többek között Sir John Ferne, William Wyrley, John Guillim számára és 1572-ben kiadták John Bossewell Work of Armorie című művével egybekötve is. Legh misztikus kódolt heraldikai nyelvezetet használt. Leírta a heroldok és perszevantok avatásának ceremóniáját.
Shakespeare kortársa volt, aki számára Legh műve a Lear király című drámájához forrásként szolgálhatott. A mű nagyrészt dialógus Gerarde herold ('Gerarde the Herehaught') és Legh, mint Caligat lovag ('Caligat Knight') között. A heraldikai szimbolikát összekapcsolta a lovagi erényekkel, ami megfelelt a Tudor-kori feltörekvő gentry aspirációinak, mely a címben, a címerekben és a lovagi kultúra imádatában társadalmi mobilitásának egyik kifejeződését látta. Legh klasszikus szerzőket, Chaucert és más középkori tekintélyeket idéz, és leírja a Lear-történet egy változatát is.
Úgy tartják, hogy könyve címlapjának képzeletbeli párducheroldja (panther herald) magát Legh-et jeleníti meg. A valós és képzeletbeli heraldikai anyagot, valamint egyéb leírásait gazdagon díszítik az illusztrációk. A mű végén allegorikus történet szerepel. Kezdő képként megtalálható benne Medusa, a heroldok istennőjének (“Goddes of Herehaughts,”) és Salamon királynak medaillon-szerű ábrája, valamint olyan szokványos ábrák, mint az ágaskodó oroszlán és olyan szokatlan ábrázolásmódok is, mint az újhold és olivák pajzsba foglalva. A mű allegorikus része tartalmazza a két vitázó elképzeléseit.
Műve számos érdekes kultúrtörténeti adalékkal szolgál az Erzsébet-kori angol életről. Úgy tűnik, külön engedélyt kapott, hogy részt vehessen az Inner Temple (a londoni a jogászok testületének) 1561-62-es karácsonyi mulatságain, mely során színházi előadásokat is tartottak.
A korabeli szerzők gyakran egymás munkáit másolták, ami az Inns of Courts joghallgatóinak jegyzetein alapult. Az egyik legkorábbi ilyen nyomtatott mű Nicholas Wardtól való a 15. század közepéről, melyet Legh nagyrészt szintén plagiarizált.

## Műve kiadásai
A British Library katalógusából:
- LEGH, Gerard: The Accedens of Armory. [With an address to the Reader by R. Argoll. Woodcuts.] MS. notes. R. Tottil: London, 1562.
- Other editions    [The Accedens of Armory. [With an address to the Reader by R. Argoll. Woodcuts.] MS. notes.] ff. 135. R. Tottel: London, 1568. 4º.
- The Accedens of Armory. [With an address to the Reader by R. Argoll. Woodcuts.] MS. notes.] R. Tottel: London, 1576. 4º.
- The Accedens of Armory. [With an address to the Reader by R. Argoll. Woodcuts.] MS. notes.] R. Tottel: London, 1591. 4º.
- The Accedens of Armory. [With an address to the Reader by R. Argoll. Woodcuts.] MS. notes.] ff. 135. H. Ballard: London, 1597. 4º.
- The Accedens of Armory. [With an address to the Reader by R. Argoll. Woodcuts.] MS. notes.] J. Jaggard: London, 1612. 4º.

A Bibliothèque nationale de France katalógusából:
- Legh, Gerard: The Accedens of armory. [By Gerard Legh.] London : printed by R. Cottel, 1568 Description matérielle :  In-4 ̊ , pièces limin., 135 ff. et la table, fig. et titre gravés
- Legh, Gerard: The Accedens of armory. [By Gerard Legh.] London : printed by R. Cottel, 1576 Description matérielle :  In-4 ̊ , pièces limin., 135 ff. et la table, fig. et titre gravés